# Right to Dream
Right to Dream jest piosenką promującą film Tennessee. Została skomponowana przez amerykańską piosenkarkę R&B, Mariah Carey oraz Williego Nelson'a. Została wydana pod koniec 2008 roku, tylko w Stanach Zjednoczonych oraz w Kanadzie na iTunes Store.

## Informacje
Carey chcąc opowiedzieć o procesie komponowania piosenki, oznajmiła: "To było inne doświadczenie od projektu albumu. Historia Krystal była mi bardzo bliska, a w szczególności walka charakteru. To pomogło mi jako autorce ukierunkować ból i nadzieje bohaterki."
Podczas przerwy między ujęciami, Mariah uczyła się grać na gitarze. Jej nucenie oraz zapiski pamiętnikowe, doprowadziły do powstania klimatycznej ballady z elementami gitary akustycznej, którą jej bohaterka śpiewa w scenie konkursowej. W wersji studyjnej singla piosenkarce towarzyszy Willie Nelson, który gra na gitarze.
Carey o piosence, wypowiedziała się tak: "Piosenka jest w zasadzie trzy aktową sztuką i kroniką ewolucji Krystal", a także opowiedziała o powstaniu tej ballady w słowach : "Nuciłam różne melodie kiedy byłam na planie". Dodała również "Myślałam o tym, że Willie Nelson byłby kimś fantastycznym do współpracy. Skontaktowałam się z nim i spotkaliśmy się po jednym z jego koncertów."

## Wydanie
Singiel został wysłany 20 października 2008 r. do Adult Contemporary radio. Później pojawił się na kanadyjskim iTunes Store, a 2 grudnia 2008 został wydany w Stanach Zjednoczonych tylko w formacie digital download.

## Teledysk
Premiera klipu odbyła się 8 grudnia 2008 r. Jego reżyserem jest Aaron Woodley.
Teledysk zawiera elementy filmu Tennessee, gdzie Carey wcieliła się w postać Krystal Evans. W teledysku ukazana jest również Mariah w studio nagraniowym, gdzie śpiewa ten utwór.

## Listy przebojów
| Kraj              | Lista przebojów (2008)                  | Pozycja |
| ----------------- | --------------------------------------- | ------- |
| Stany Zjednoczone | Billboard Hot Adult Contemporary Tracks | 24      |